# Cicero (Illinois)
Cicero (ursprünglich Hawthorne) ist eine Stadt im Cook County im US-amerikanischen Bundesstaat Illinois und Bestandteil der Metropolregion Chicago. Das U.S. Census Bureau hat bei der Volkszählung 2020 eine Einwohnerzahl von 85.268 ermittelt.
Der Name Cicero stammt vom römischen Politiker Marcus Tullius Cicero.
Al Capone verlegte sein kriminelles Imperium im Jahre 1924 nach Cicero, um sich den Chicagoer Polizeibehörden zu entziehen. Literarisch dient dies Bertolt Brecht in seinem Stück Der aufhaltsame Aufstieg des Arturo Ui als Parabel für den Anschluss Österreichs. In den 1990er-Jahren gab es eine große Welle an hispanischen Einwanderern (die meisten aus Mexiko und Mittelamerika).

## Geographie
Nach den Angaben des United States Census Bureaus hat die Stadt eine Gesamtfläche von 15,2 km², die vollständig auf Landflächen entfallen.
Die Illinois State Route 50 führt als Cicero Avenue in Nord-Süd-Richtung durch das Stadtgebiet.

## Geschichte
Cicero ist die einzige Town des Cook County. Sie entstand aus der 1849 gebildeten Township. Cicero umfasste das Gebiet zwischen Harlem Avenue und Western Avenue sowie Pershing Road und North Avenue; allerdings wurde bis 1889 ein großer Teil dieses Gebietes durch die Stadt Chicago annektiert. 1899 wurde nach einem Referendum Austin zu einem Stadtviertel der einwohnerreichsten Stadt Illinois’. Als am 21. Juli 1899 der Schriftsteller Ernest Hemingway in Oak Park geboren wurde, gehörte dieses noch zu Cicero. 1901 stimmten die Bewohner von Oak Park, Berwyn und Cicero für die Selbständigkeit. Die heutige Town Cicero umfasst weniger als ein Sechstel der Fläche der 1849 eingerichteten Township.
Cicero wurde in den 1920er-Jahren durch die Aktivitäten des Chicago Mob schrittweise zu einer Art „Gangland“, einer gesetzlosen Stadt. Torrio schickte im Oktober 1923 zunächst 20 seiner Prostituierten nach Cicero, um an der Roosevelt Road in der Schlafstadt eine neue Dimension der gewerbsmäßigen Prostitution im großen Stil zu etablieren. Das stieß zunächst auf Widerstand der Polizei und der irischen Rivalen der South Side-Gang um Edward „Spike“ O’Donnell, wobei man sich darauf einigte, dass Torrios Leute dort in den Speakeasies Bier (Dünnbier) verkaufen und Glückspiel betreiben durften. Torrios Nachfolger Al Capone sollte dort die Lage konsolidieren und machte aus dem Vorort das neue Hauptoperationsgebiet. Der Wahlkampf 1924 in Cicero, den der Kandidat Klenha gewann, wurde unter anderem durch 200 Mann der Capone-Gang und ihrer Verbündeter mit extremen Einsatz von Gewalt entschieden.
Der Chicago Outfit hielt sich zunächst an die Abmachung, die Prostitution in Cicero nicht auszuweiten und eröffnete daher in den Nachbargemeinden Stickney, Berwyn, Oak Park und Forest View Etablissements. Eine an Cicero grenzende Gemeinde bekam den Namen Caponeville.
Diese Vereinbarung wurde zunehmend aufgeweicht. Capone betrieb in Cicero unter anderem das berüchtigte Maple Inn, auch „The Stockade“ genannt, ein Großbordell für die Arbeiterklasse, wo ca. 60 Prostituierte im Schichtbetrieb arbeiteten, kombiniert mit einem Glückspielsalon und ein Waffendepot für den „Chicago Outfit“ und das Wettbüro Hawthorne Smoke Shop. In Cicero stand nicht nur der Saloon Hawthorne Inn, sondern auch das Hawthorne Hotel, in dem 1929 John Scalise und Albert Anselmi hingerichtet wurden.
Benannt nach dem ursprünglichen Namen der Stadt, stand hier die Fabrik Hawthorne Works der Western Electric Company. Nach den hier durchgeführten Studien ist der Hawthorne-Effekt benannt. Die Fabrik wurde 1905 eröffnet, beschäftigte zu Spitzenzeiten 45.000 Arbeiter; sie wurde 1983 geschlossen und später in ein Einkaufszentrum umgewandelt.

## National Register of Historic Places
Das 1925 im Beaux-Arts-Stil erbaute Chodl Auditorium der J. Sterling Morton High School wurde 1983 in das National Register of Historic Places aufgenommen.

## Demographie
Zum Zeitpunkt des United States Census 2000 bewohnten Cicero 85.616 Personen. Die Bevölkerungsdichte betrug 5650,7 Personen pro km². Es gab 24.640 Wohneinheiten, durchschnittlich 1626,2 pro km². Die Bevölkerung Ciceros bestand zu 48,27 % aus Weißen, 1,12 % Schwarzen oder African American, 0,89 % Native American, 0,97 % Asian, 0,04 % Pacific Islander, 44,71 % gaben an, anderen Rassen anzugehören und 4,01 % nannten zwei oder mehr Rassen. 77,44 % der Bevölkerung erklärten, Hispanos oder Latinos jeglicher Rasse zu sein.
Die Bewohner Ciceros verteilten sich auf 23.115 Haushalte, von denen in 50,7 % Kinder unter 18 Jahren lebten. 56,1 % der Haushalte stellten Verheiratete, 13,7 % hatten einen weiblichen Haushaltsvorstand ohne Ehemann und 21,7 % bildeten keine Familien. 17,5 % der Haushalte bestanden aus Einzelpersonen und in 8,1 % aller Haushalte lebte jemand im Alter von 65 Jahren oder mehr alleine. Die durchschnittliche Haushaltsgröße betrug 3,70 und die durchschnittliche Familiengröße 4,18 Personen.
Die Bevölkerung verteilte sich auf 34,6 % Minderjährige, 12,7 % 18–24-Jährige, 31,9 % 25–44-Jährige, 13,6 % 45–64-Jährige und 7,1 % im Alter von 65 Jahren oder mehr. Der Median des Alters betrug 26 Jahre. Auf jeweils 100 Frauen entfielen 105,8 Männer. Bei den über 18-Jährigen entfielen auf 100 Frauen 105,9 Männer.
Das mittlere Haushaltseinkommen in Cicero betrug 42.044 US-Dollar und das mittlere Familieneinkommen erreichte die Höhe von 47.883 US-Dollar. Das Durchschnittseinkommen der Männer betrug 27.424 US-Dollar, gegenüber 21.398 US-Dollar bei den Frauen. Das Pro-Kopf-Einkommen belief sich auf 12.489 US-Dollar. 15,5 % der Bevölkerung und 13,2 % der Familien hatten ein Einkommen unterhalb der Armutsgrenze, davon waren 19,5 % der Minderjährigen und 7,8 % der Altersgruppe 65 Jahre und mehr betroffen.
Unter den Hispanos in Cicero stellen mit 68,4 % die von mexikanischen Einwanderern abstammenden Bewohner die größte Gruppe. Unter den Nicht-Hispanos sind die fünf größten Gruppen polnischstämmige Amerikaner (4,7 %), irische Amerikaner (3,7 %), Deutschamerikaner (3,7 %), Italoamerikaner (3,0 %) und tschechischstämmige Amerikaner (2,3 %).

## Bildergalerie

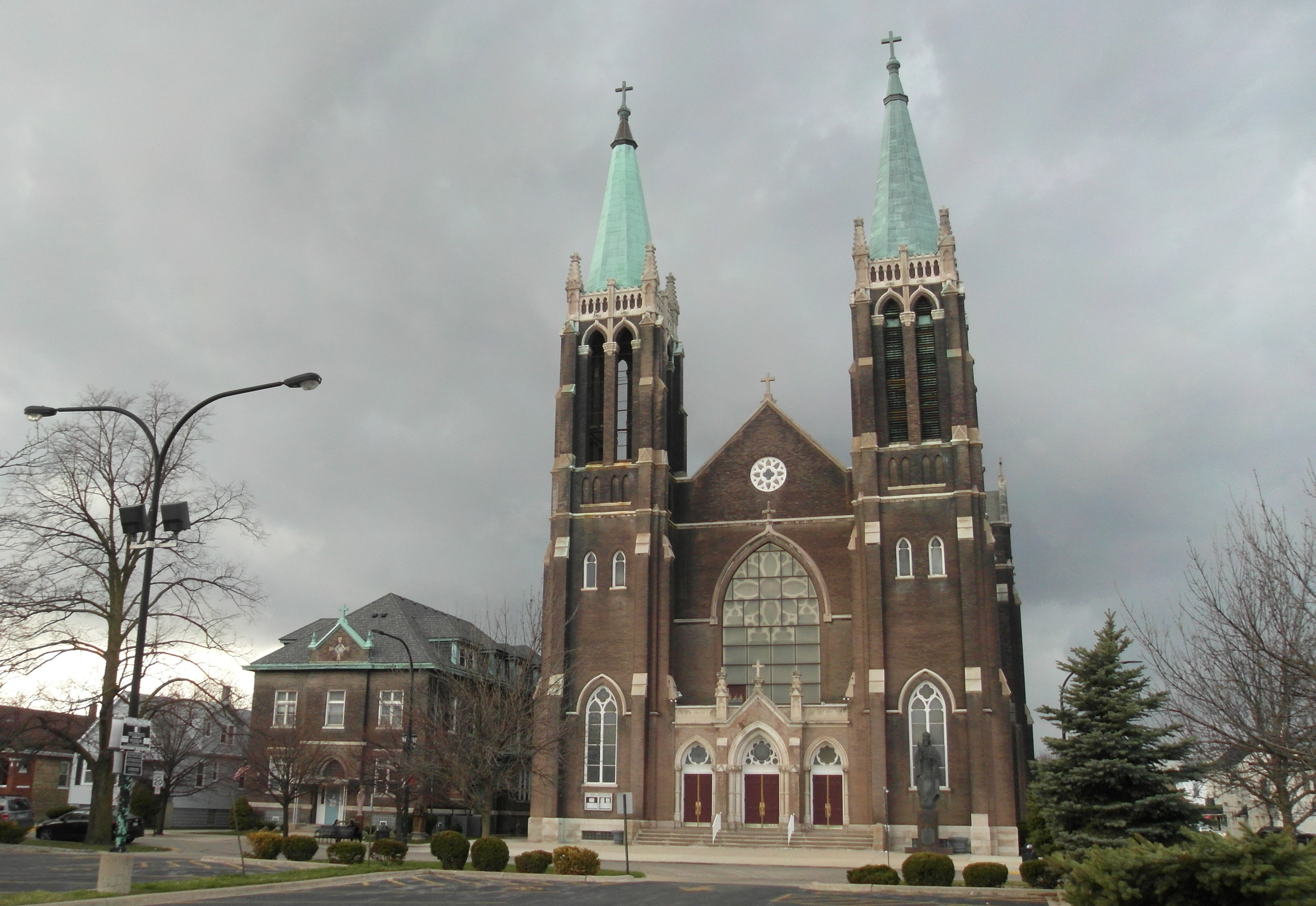
St. Mary of Częstochowa Church (2019)
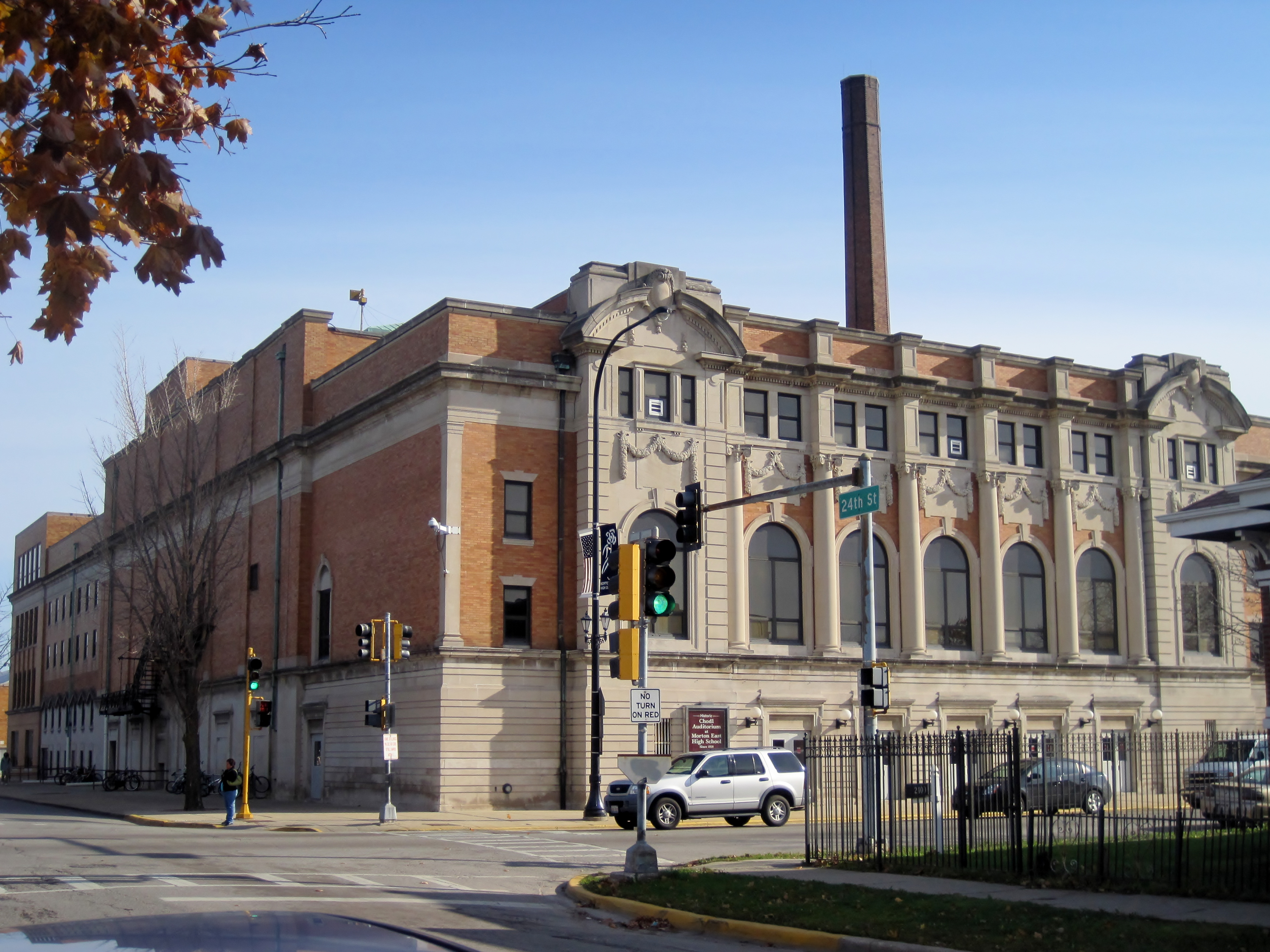
J. Sterling Morton High School East Auditorium (2010)
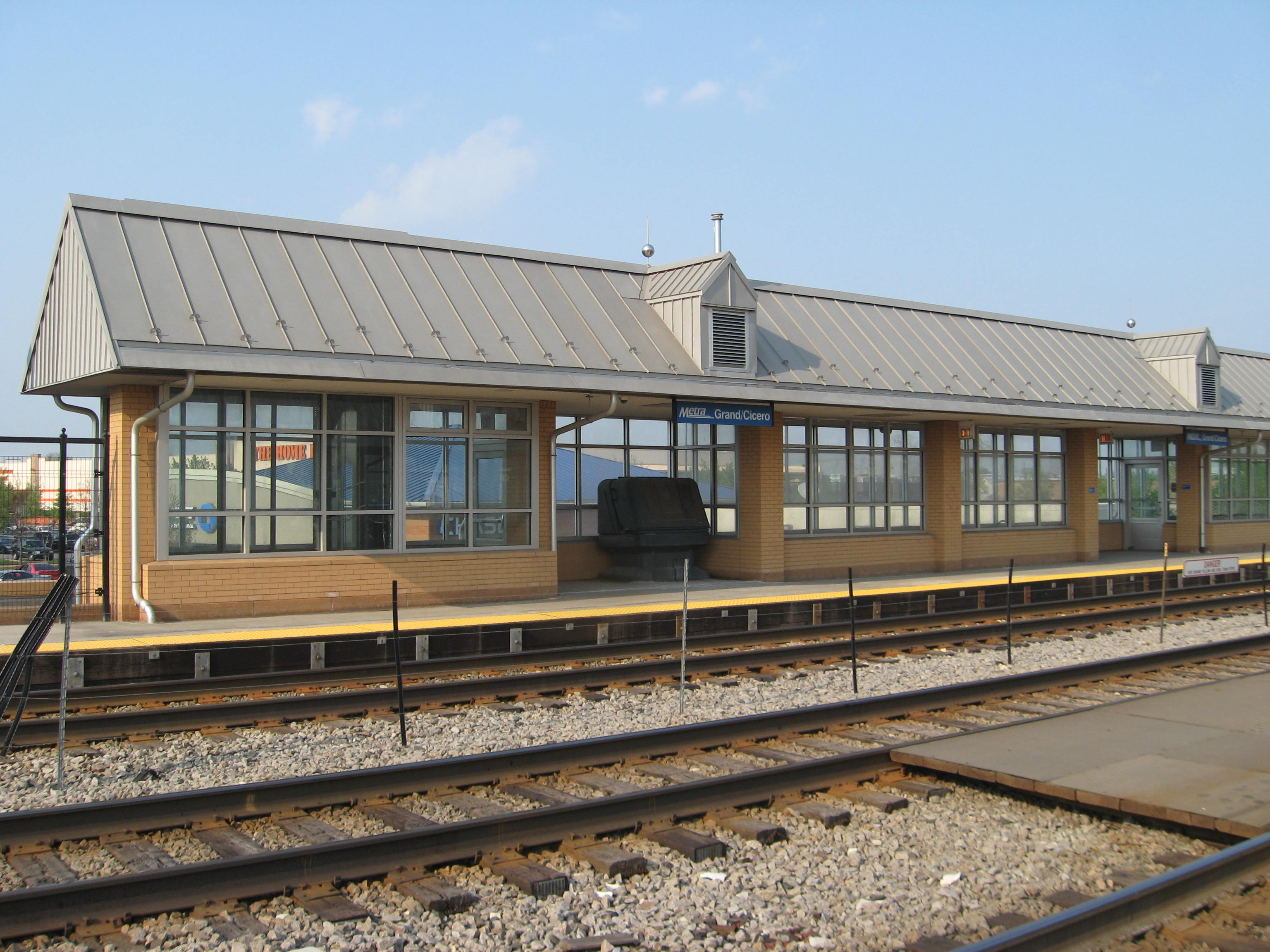
Grand-Cicero Metra Station (2011)
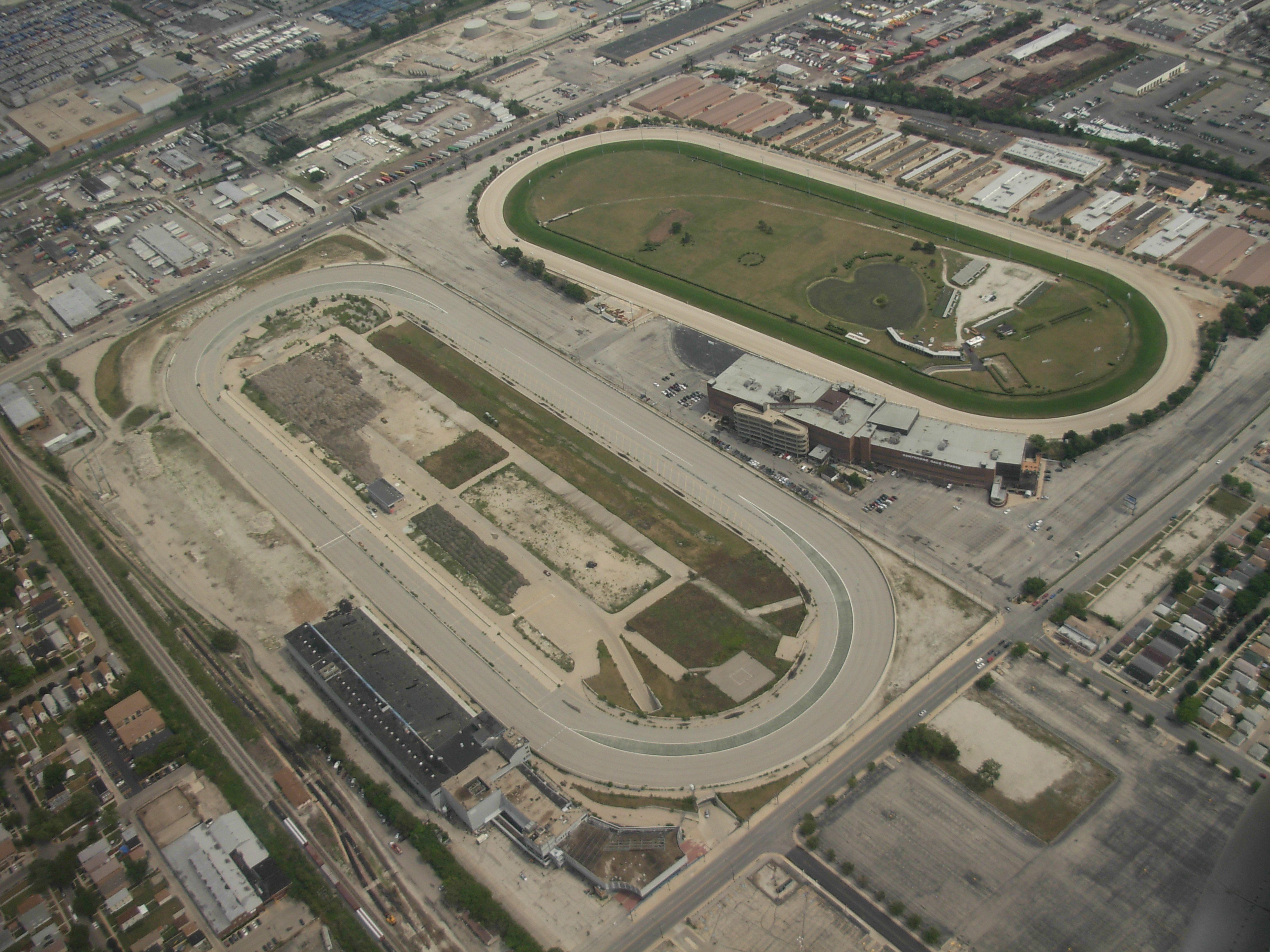
Chicago Motor Speedway – Hawthorne Race Course in Cicero (2007)

## Söhne und Töchter der Stadt
- Felix Biestek (1912–1994), Hochschullehrer und Jesuitenpater
- Porter Heaps (1906–1999), Organist und Komponist
- Roy Kral (1921–2002), Pianist, Sänger und Komponist
- Paul Casimir Marcinkus (1922–2006), katholischer Erzbischof und Direktor der Vatikanbank von 1971 bis 1989
- Robert Kurka (1921–1957), Komponist
- Raymond James Vonesh (1916–1991), römisch-katholischer Geistlicher, Weihbischof in Joliet in Illinois